# 小池正昭
小池 正昭（こいけ まさあき、1966年9月18日 - ）は、日本の政治家。自由民主党所属の衆議院議員（1期）、元千葉県議会議員（4期）、元成田市議会議員（4期）。

## 来歴
千葉県成田市生まれ。成田市立三里塚小学校、成田市立遠山中学校、千葉日本大学第一高等学校を経て、日本大学理工学部卒業後、日本大学大学院理工学研究科修士課程修了。
1995年に成田市議会議員となり、2009年6月5日から2011年2月10日の間は第34代成田市議会議長を務めた。
2011年4月の千葉県議会選員に成田市選挙区から当選し、2024年まで4期務める。
2024年10月4日、自民党千葉県連が千葉10区における自由民主党前職である林幹雄の引退に伴う公認候補として擁立を決定し、同月15日の立候補により千葉県議を自動失職。同月27日の第50回衆議院議員総選挙の投開票の結果、立憲民主党前職の谷田川元に僅差で勝利し、初当選。

## 政策・主張
成田市議時代から、空港周辺の地域間格差の解消や振興に取り組んできた。

## 選挙歴
| 当落 | 選挙                     | 執行日         | 年齢 | 選挙区       | 政党       | 得票数    | 得票率 | 定数 | 得票順位 /候補者数 | 政党内比例順位 /政党当選者数 |
| ---- | ------------------------ | -------------- | ---- | ------------ | ---------- | --------- | ------ | ---- | ------------------ | ---------------------------- |
| 当   | 1995年成田市議会議員選挙 | 1995年4月23日  | 28   | ーー         | ーー       | ーー票    | ーー   |      | /                  | /                            |
| 当   | 1999年成田市議会議員選挙 | 1999年4月25日  | 32   | ーー         | 無所属     | 2267票    | ーー   | 30   | 1/34               | /                            |
| 当   | 2003年成田市議会議員選挙 | 2003年4月27日  | 36   | ーー         | 無所属     | 2429票    | ーー   | 30   | 1/35               | /                            |
| 当   | 2007年成田市議会議員選挙 | 2007年4月22日  | 40   | ーー         | 無所属     | 2445票    | ーー   | 30   | 2/46               | /                            |
| 当   | 2011年千葉県議会議員選挙 | 2011年4月10日  | 44   | 成田市選挙区 | 無所属     | ーー票    | ーー   | 2    | /2                 | /                            |
| 当   | 2015年千葉県議会議員選挙 | 2015年4月12日  | 48   | 成田市選挙区 | 自由民主党 | ーー票    | ーー   | 2    | /2                 | /                            |
| 当   | 2019年千葉県議会議員選挙 | 2019年4月7日   | 52   | 成田市選挙区 | 自由民主党 | ーー票    | ーー   | 2    | /2                 | /                            |
| 当   | 2023年千葉県議会議員選挙 | 2023年4月9日   | 56   | 成田市選挙区 | 自由民主党 | 1万6732票 | ーー   | 2    | 1/3                | /                            |
| 当   | 第50回衆議院議員総選挙   | 2024年10月27日 | 58   | 千葉県第10区 | 自由民主党 | 6万9563票 | 43.79% | 1    | 1/5                | /                            |